# Políptico de Badia (Giotto)
O Políptico de Badia (em italiano: Polittico di Badia) é uma pintura do artista italiano Giotto, pintada por volta de 1300 e alojada na Galeria Uffizi de Florença.